# Кишпек (село)
Кишпе́к (кабард.-черк. Тыжьей) — село в Баксанском районе Кабардино-Балкарской Республики.
Образует муниципальное образование «сельское поселение Кишпек», как единственный населённый пункт в его составе.

## География
Селение расположено в юго-восточной части Баксанского района, в междуречье рек Баксан и Кишпек (Тыжуко). Находится в 9 км к юго-востоку от районного центра Баксан и в 28 км к северу от города Нальчик.
Общая площадь территории сельского поселения составляет — 47,54 км².
Граничит с землями населённых пунктов: Баксанёнок на севере, Чегем Второй на юго-западе, Дыгулыбгей на западе и Баксан на северо-западе.
Населённый пункт расположен в предгорной зоне республики. Рельеф местности представляет собой в основном холмистые возвышенности. Также на территории сельского поселения имеются многочисленные курганы, являющиеся остатками средневековых адыгских могильников. Средние высоты на территории села составляет около 370 метров над уровнем моря.
Гидрографическая сеть сельского поселения представлена реками — Баксан и Кишпек, а также выходами родниковых вод. На территории сельского поселения, на противоположном берегу реки Баксан, расположены термальные источники — Гедуко
Климат влажный умеренный, с тёплым летом и прохладной зимой. Среднегодовая температура воздуха составляет около +9,5°C, и колеблется от средних +22,0°C в июле, до средних −3,0°C в январе. Среднесуточная температура воздуха колеблется от −10°C до +15°C зимой, и от +16°C до +30°C летом. Среднегодовое количество осадков составляет около 750 мм.

## История
В 1840-х годах к реке Кишпек из урочищ Тыжуко (кабард.-черк. Тыжьыкъуэ) и Фандуко (кабард.-черк. Фэндыкъуэ), переселились аулы кабардинских дворян Тыжевых.
В 1861 году на данном месте они объединились в один аул, который был назван — Тыжево (кабард.-черк. Тыжьей), в честь дворян Тыжевых.
В 1867 году в ходе Земельной реформы Кабарды и программы по укрупнению кабардинских аулов, в состав селения Тыжева были включены аулы — Борово (кабард.-черк. Борей), Отпаново (кабард.-черк. Уэтпӏэней), Ельтарово (кабард.-черк. Іелтар хьэблэ) и аул Жамбота Тохтамышева (кабард.-черк. Тохъутэмыщ Жамбот и хьэблэ).
В 1888 году в селе насчитывалось 207 дворов с численностью населения в 1359 чел.
В 1920 году с окончательным установлением советской власти в Кабарде, решением ревкома Нальчикского округа, Тыжево как и другие кабардинские селения было переименовано, из-за наличия в их названиях фамилий княжеских и дворянских родов. В результате, село получило своё новое название от реки Кишпек, текущей вдоль южной части села.
Во время Великой Отечественной войны село сильно пострадало от немецкой оккупации. На фронт же были мобилизованы 263 жителя села, 177 из которых сложили свои головы на полях сражений.
В 1992 году Кишпекский сельсовет был реорганизован и преобразован в Кишпекскую сельскую администрацию. В 2005 году Кишпекская сельская администрация была преобразована в муниципальное образование, со статусом сельского поселения.
Ныне жители села поднимают вопрос о возвращении селению его исторического названия — Тыжей.

## Этимология
Современное название села исходит от одноимённой реки Кишпек, на левом берегу которого и расположен.
В исторических документах конца XVI века и в книге Ш. Б. Ногмова «История Адыхейского народа» упоминается, что в местности Кишжибек, расположенном в междуречье рек Баксан и Чегем, состоялась битва между черкесскими войсками и войсками аварского хана. В ходе этой битвы черкесы (адыги) победили войско хана, а сам хан с остатками своих войск ушёл обратно в Дагестан. Со временем название местности закрепилось за маленькой речкой, которая текла по этой местности. А впоследствии было присвоено и селу Тыжево, в ходе переименования населённых пунктов в 1920 году.

## Население
| 2002  | 2010  | 2012  | 2013  | 2014  | 2015  | 2016  |
| ----- | ----- | ----- | ----- | ----- | ----- | ----- |
| 4201  | ↗4554 | ↗4608 | ↗4652 | ↗4700 | ↗4764 | ↗4784 |
| 2017  | 2018  | 2019  | 2020  | 2021  | 2023  | 2024  |
| ↗4813 | ↗4855 | ↗4870 | ↗4901 | ↗4917 | ↗4922 | ↗4952 |
| 2025  |       |       |       |       |       |       |
| ↗5001 |       |       |       |       |       |       |

Плотность — 105.2 чел./км².
За межпереписной период (с 2010 по 2021 год) население села увеличилось на 363 чел. (+ 7,97 %).
Национальный состав
По данным Всероссийской переписи населения 2021 года:
| Народ                | Численность, чел. | Доля от всего населения, % | Доля от указавших нац-ть, % |
| -------------------- | ----------------- | -------------------------- | --------------------------- |
| кабардинцы (черкесы) | 4502              | 91,56 %                    | 99,12 %                     |
| * кабардинцы         | 3964              | 80,62 %                    | 87,27 %                     |
| * черкесы            | 538               | 10,94 %                    | 11,85 %                     |
| другие               | 40                | 0,81 %                     | 0,88 %                      |
| нет / не указано     | 375               | 7,63 %                     | -                           |
| всего                | 4917              | 100 %                      | 100 %                       |

По данным Всероссийской переписи населения 2010 года: кабардинцы
— 4524 чел. (99,34 %). 

## Местное самоуправление
Администрация сельского поселения Кишпек — село Кишпек, ул. Советская, 112.
Структуру органов местного самоуправления сельского поселения составляют:
- Исполнительно-распорядительный орган — Местная администрация сельского поселения Кишпек. Состоит из 7 человек[23].
  - Глава администрации сельского поселения — Эльбердов Артур Хазешевич (17 ноября 2017 года).
- Представительный орган — Совет местного самоуправления сельского поселения Кишпек. Состоит из 13 депутатов, избираемых на 5 лет[24].
  - Председатель Совета местного самоуправления сельского поселения — Эльбердов Артур Хазешевич.

## Образование
- МКОУ Средняя общеобразовательная школа «имени В. М. Кокова» — ул. Школьная,11.
- МКДОУ Начальная школа Детский сад — ул. Школьная, 14.

## Здравоохранение
- Участковая больница — ул. Школьная, б/н.

## Культура
- МКУ Сельский Дом Культуры — ул. Школьная, 10.
- Физкультурно-оздоровительный комплекс

Общественно-политические организации:
- Адыгэ Хасэ
- Совет Старейшин и др.

## Ислам
- Сельская мечеть «Борей» — ул. Эльбердова, 28 «а».

## Экономика
Основу экономика составляет сельское хозяйство, в частности садоводство.
Основные бюджетообразующие предприятия на территории села:
- ООО «Агростандартюг» — выращивание фруктов и овощей.
- ООО «Кишпек-Сад» — питомник по выращиванию саженцев.
- ООО «Агро-Ком» — строительство тепличного комплекса.
- ООО «Строймаш» — производство пластиковых контейнеров.
- ООО «Базис» — производство бетонных столбиков.
- ООО «Трудовой горец» — растениеводство.
- ООО «Ислам» — животноводство.

## Улицы
На территории села зарегистрировано 14 улиц и 3 переулка:
Улицы
| Балкарова    |
| Дружбы       |
| Кабардинская |
| Кавказская   |
| Набережная   |

| Октябрьская  |
| Первомайская |
| Победы       |
| Советская    |
| Степная      |

| Тыжева      |
| Школьная    |
| Эльбердова  |
| Эльбрусская |

Переулки
| Курганный |

| Кызбурунский |

| Стадионный |

## Известные уроженцы
Родившиеся в Кишпеке:
- Эльбердов Хасан Увжукович — создатель первого кабардинского букваря (на основе арабского письма).
- Балкарова Фоусат Гузеровна — кабардинская поэтесса.